# 斯坦·范甘迪
斯坦·范甘迪（英語：Stan Van Gundy，1959年8月26日—），美国篮球教练，曾任NBA迈阿密热火队，奥兰多魔术主教练，底特律活塞主教练兼任球團籃球事務部副總裁。他作为NBA主教练的常规赛总成绩为554胜425负，胜率56.6%。

## 大学篮球
斯坦·范甘迪生于加州的印第奥。其父亲比尔·范甘迪在1977-1982年间执教布鲁克波特纽约州立大学的篮球队，将斯坦·范甘迪召入队中。1981年，大学四年级的范甘迪被选为纽约大学系统年度运动员。1981-1983年他担任佛蒙特大学篮球队的助理教练。1983-1986年担任卡瑟顿州立学院（Castleton State College）篮球队的主教练，成绩为68胜18负。 1987年和1988年他分别作为卡尼西斯学院(Canisius College)和福德汉姆大学（Fordham University）的助理教练工作。1988-1992年他担任洛威尔麻省大学主教练。1994年起他接替了现任NBA副总裁的斯图·杰克逊担任威斯康星大学麦迪逊分校篮球队主教练，成绩为13胜14负，在随后的大十区锦标赛（Big Ten Tournament）中取得第9的成绩，之后被解职。

## NBA

### 迈阿密热队

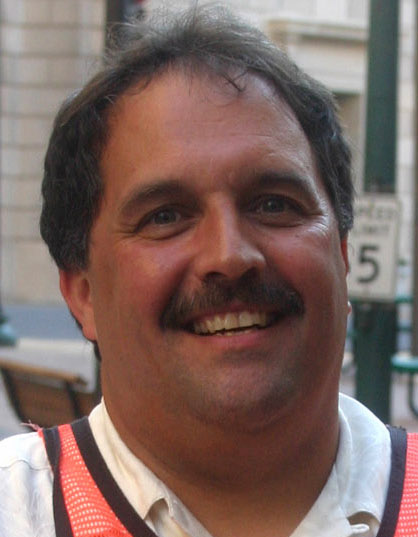
Van Gundy in 2005.

1995年范甘迪来到迈阿密热队，开始在帕特·莱利手下担任助理教练。1997年成为助理主教练。2003-2004赛季开赛前，莱利突然辞职，担任球队的总经理，斯坦·范甘迪开始担任热队主教练。这一赛季的迈阿密热队在开局遇到七连败之后，凭借德韦恩·韦德的杰出表现，最终取得了42胜40负的成绩，比前一个赛季多赢了25场。进入季后赛之后，他们在第一轮以4-3淘汰了新奥尔良黄蜂队。但在第二轮里以2-4败给印第安纳步行者队。
2004-2005赛季前，莱利以拉玛尔·奧多姆等人从洛杉矶湖人队交易到了沙奎尔·奥尼尔，以加强热队的实力。上半个赛季，迈阿密热队取得了东部第一的成绩，斯坦范甘迪也成为了热队历史上第一位全明星主帅，并率领东部明星联队取得了胜利。整个常规赛热队取得了59胜，排名东部联盟第一。在季后赛中，他们先后以四比零赢下了新泽西网队和华盛顿奇才队，进入东部决赛，却以3-4输给了底特律活塞队。2005-2006赛季开始就有莱利将会重掌球队的猜测。12月12日范甘迪辞去主教练职务，但他强调他辞职是为了给家庭留出更多的时间。他的热队执教纪录为112胜73负，胜率0.605。莱利再次出任主教练，并带领热队获得2005-2006赛季NBA总冠军。

### 奥兰多魔术队

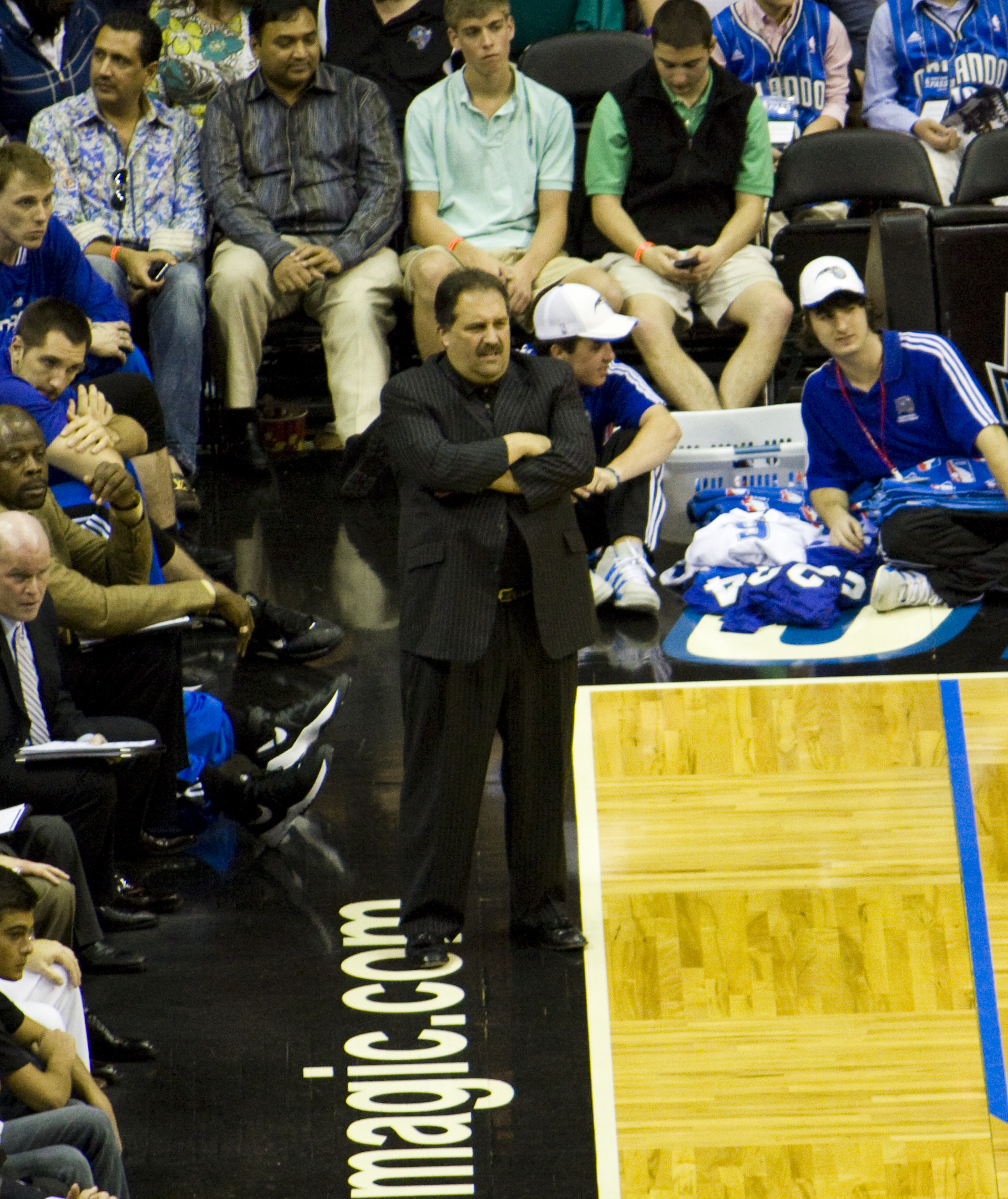
范甘迪執教魔術.

2007年5月印第安纳步行者队希望范甘迪可以接替被解雇的里克·卡莱尔来担任该队主教练，范甘迪拒绝了这个邀请，但开始寻求别的教练职务。他被认为是奥兰多魔术队和萨克拉门托国王队的主教练候选人。6月1日佛罗里达大学篮球队主教练比利·多諾万接受了魔术队的邀请，成为魔术队的主教练。但在6月6日，多纳万和魔术队达成协议，放弃魔术队合同，重新回到佛罗里达大学任教。魔术队随后决定范甘迪成为主教练。
范甘迪在魔术的第一个赛季，带队取得了52胜的成绩，获得了从1995-1996赛季以来的第一个分区冠军，同时在东部联盟排名第三。在季后赛第一轮中，魔术队以4-1击败了多伦多猛龙队，得以从1996年之后第一次进入东部联盟半决赛。但随后以1-4负于菲利普·桑德斯执教的底特律活塞队而出局。2008-2009赛季，范甘迪的执教取得了更好的成绩。以德怀特·霍华德领军的魔术队取得了59场胜利，这是魔术队的第二好成绩，仅次于1995-1996赛季的60胜，同时再次获得了分区冠军。在东区半决赛中，魔术队以4-3战胜了去年的冠军波士顿凯尔特人队，又在决赛中以4-2战胜了东部常规赛成绩最好的克利夫兰骑士队，使得从1995年之后第一次进入了总决赛，对手是洛杉矶湖人队，最终以1：4败北。2009-2010年球季,与去年成绩相同,连续三年取得分区冠军,前两轮都以4-0横扫山猫队和老鹰队,在东区决赛中魔术队以2-4落败于去年东区半决赛对手波士顿凯尔特人队无法连续两年进总决赛。2010-2011球季,魔术队以52勝30敗以東男組第二名再度打进季后赛,只是在首轮2-4反倒被老鹰队淘汰。2011-2012球季,魔术队以37勝29敗東南組第三再度打进季后赛,只是在首轮1-4反倒被溜馬队淘汰。2012年5月21日，魔术队与范甘迪截止雇佣关系。

### 底特律活塞队
2014年5月14日，范甘迪与活塞達成5年3500萬美元合約協議，他除了成為活塞新總教練外，還兼任球團籃球事務部副總裁。接替活塞代理總教練約翰·勞爾擔任新任活塞總教練。
2014年12月，范甘迪在寻求交易未果的情况下直接裁退了球队中薪水最高的球员约什·史密斯，引发轩然大波。史密斯还剩2年2700万美元的合同尚未履行，这些薪水将根据延伸条款均分至今后5年计入工资帽。史密斯曾被认为是联盟中运动力最强的大前锋球员，以盖帽和扣篮闻名，但2013年高薪转投活塞以后，过分沉迷于命中率低下的中远距离投射，又压缩了队内潜力内线格雷格·门罗的上场时间，导致其不满意欲出走，球队战绩也十分糟糕。范甘迪上任后希望将其交易，无人愿意接手后将其裁退。之后活塞竟一改颓势，取得了一波6连胜（截至2015年1月6日客场击败卫冕冠军圣安东尼奥马刺），而裁退史密斯之前活塞33场比赛总共只赢了5场，此举因此被球迷调侃将有可能帮助范甘迪取得年度最佳总经理奖。
底特律活塞中鋒德拉蒙（Andre Drummond）今天搶下22分13籃板，助球隊以105比95擊敗亞特蘭大老鷹，送給活塞總教練范甘迪執教生涯第400勝。
經過會談范甘迪會走完合約的最後一年，但老闆Tom Gores希望他能專心執教。2018年5月7日與活塞分道揚鑣。

### 紐奧良鵜鶘队
2020年10月21日，范甘迪与鵜鶘達成4年合約協議，接替原總教練阿尔文·簡崔擔任總教練。2021年6月16日與鵜鶘分道揚鑣。

## 家庭
斯坦已緍，並育有四名子女。他的父親比爾·范甘迪以前是一間大學的籃球隊主教練，而他的弟弟杰夫·范甘迪是纽约尼克斯队和休斯顿火箭队前主教练。

## 主教练战绩
| 隊伍 | 年份    | 常規賽 | 常規賽 | 常規賽 | 常規賽 | 常規賽         | 季後賽       |
| 隊伍 | 年份    | 比賽   | 勝     | 負     | 勝率   | 排名           | 季後賽       |
| ---- | ------- | ------ | ------ | ------ | ------ | -------------- | ------------ |
| MIA  | 2003-04 | 82     | 42     | 40     | .512   | 东南赛区第二名 | 第二輪失利   |
| MIA  | 2004-05 | 82     | 59     | 23     | .720   | 东南赛区第一名 | 东区决赛失利 |
| MIA  | 2005-06 | 21     | 11     | 10     | .524   | 东南赛区第一名 |              |
| ORL  | 2007-08 | 82     | 52     | 30     | .634   | 东南赛区第一名 | 第二輪失利   |
| ORL  | 2008-09 | 82     | 59     | 23     | .720   | 东南赛区第一名 | 总决赛失利   |
| ORL  | 2009-10 | 82     | 59     | 23     | .720   | 东南赛区第一名 | 东区决赛失利 |
| ORL  | 2010-11 | 82     | 52     | 30     | .634   | 东南赛区第二名 | 第一轮失利   |
| ORL  | 2011-12 | 66     | 37     | 29     | .561   | 东南赛区第三名 | 第一轮失利   |
| DET  | 2014-15 | 82     | 32     | 50     | .390   | 中央赛区第五名 | 未進入       |
| DET  | 2015-16 | 82     | 44     | 38     | .537   | 中央赛区第三名 | 第一輪失利   |
| DET  | 2016-17 | 82     | 37     | 45     | .451   | 中央赛区第五名 | 未進入       |
| DET  | 2017-18 | 82     | 39     | 43     | .476   | 中央赛区第四名 | 未進入       |
| NOP  | 2020-21 | 72     | 31     | 41     | .431   | 西南赛区第四名 | 未進入       |
| 總計 | 總計    | 979    | 554    | 425    | .566   |                |              |